# Chupacabra (singolo)
Chupacabra è un singolo della cantante bulgara Andrea pubblicato il 13 febbraio 2014.
Il singolo ha visto la collaborazione del cantautore rumeno Costi Ioniță.